# Tulsipur (Siraha)
Tulsipur (nepalski: तुल्सीपुर, trl. Tulsīpur, trb. Tulsipur) – gaun wikas samiti we wschodniej części Nepalu w strefie Sagarmatha w dystrykcie Siraha. Według nepalskiego spisu powszechnego z 2001 roku liczył on 615 gospodarstw domowych i 3679 mieszkańców (1812 kobiet i 1867 mężczyzn).